# 会計検査院 (琉球政府)
会計検査院（かいけいけんさいん）は、行政主席所轄下に置かれた行政組織で、琉球政府や関連の公社等の決算の検査を主要な任務とする。

1953年に琉球政府の行政委員会の会計検査委員会として発足した。1957年になって会計検査院と改称された。

検査官3人（任期5年、再任は1回限り）で構成され、検査官は立法院の同意を得て行政主席が任命する。職員研修のために、本土の会計検査院や台湾の監察院審計部に職員を派遣して、会計検査の技術を学んだ。復帰後、会計検査院は沖縄県監査委員に移行した。

## 主な任務と権限
- 政府の収入支出の決算に対する会計検査
- 会計経理の監督及び適正化
- 決算の確認

### 必要的検査事項
- 政府の毎月の収入支出
- 政府の所有する現金及び政府有財産の受払
- 政府の債権の得喪又は債務の増減
- 琉球銀行が政府のために取り扱う現金又は有価証券の受払
- 政府が資本金の2分の1以上を出資している法人の会計
- 立法により特に会計検査院の検査に付するものと定められた会計

### 任意的検査事項
- 政府の所有又は保管する物品及び有価証券又は政府が保管する現金
- 政府以外のものが政府のために取り扱う現金、物品又は有価証券の受払
- 政府が直接または間接に補助金、奨励金、助成金等を交付し又は貸付金、損失補償等の財政援助を与えているものの会計
- 政府が資本金の一部を出資しているものの会計
- 政府が資本金を出資したものが更に出資しているものの会計
- 政府が借入金の元金又は利子の支払を保証しているものの会計
- 政府の工事の請負人及び政府に対する物品の納入者のその契約に関する会計

## 本土の会計検査院との違い
日本国の会計検査院は、内閣の所轄外にある独立機関である（日本国憲法第90条第2項、会計検査院法第1条）が、琉球政府の会計検査院は行政主席の所轄下にあるなど、本土の会計検査院ほどの独立性はなかった。